# Francis Joseph Sheeran
Francis Joseph Sheeran (Darby, 25 de outubro de 1920 — West Chester, 14 de dezembro de 2003), conhecido como "The Irishman" ("O Irlandês"), foi um funcionário sindical americano acusado de ter vínculos com a família criminosa Bufalino.
Sheeran foi uma figura importante na infiltração de sindicatos pelo crime organizado nas décadas de 1960 e 70. Em 1980, ele foi condenado por extorsão trabalhista e sentenciado a 32 anos de prisão, mas cumpriu apenas treze. Pouco antes de sua morte em 2003, ele afirmou ter sido o responsável pela morte de Jimmy Hoffa em 1975. O autor Charles Brandt detalhou o que Sheeran disse para ele sobre Hoffa em seu livro I Heard You Paint Houses (2004). A veracidade do livro é altamente contestada, incluindo as confissões de Sheeran sobre ele ter matado Hoffa e Joe Gallo. O livro se tornou a base para o filme The Irishman, de 2019, dirigido por Martin Scorsese e estrelado por Robert De Niro como Frank Sheeran e Al Pacino como Hoffa.

## Vida
Frank Sheeran nasceu e foi criado em Darby, na Pensilvânia, um pequeno bairro operário nos arredores da Filadélfia. Ele era filho de Thomas Francis Sheeran Jr., pintor de casas da Filadélfia (1886–1968) e Mary Agnes Hanson. Sheeran era descendente de irlandeses católicos por parte de pai e sueco por parte de mãe. Por obséquio da qualidade de funcionário de alto escalão da Irmandade Internacional de Equipes (IBT), presidente do Local 326, Sheeran foi uma figura de destaque na corrupção dos sindicatos pelo crime organizado e foi acusado de ser um assassino de aluguel a serviço da Máfia.
Sheeran se alistou no Exército em agosto de 1941, fez seu treinamento básico perto de Biloxi, Mississippi, e foi designado para a polícia militar. Após o ataque a Pearl Harbor, ele se ofereceu para treinar os paraquedistas em Fort Benning, na Geórgia. Depois de deslocar o ombro, ele foi transferido para a 45a Divisão de Infantaria, conhecida como "Os Thunderbirds" e "A Divisão Assassina". Em 14 de julho de 1943, Sheeran partiu para o norte da África e depois foi lutar na Itália.
Ao deixar o serviço militar em outubro de 1945, Sheeran se tornou um motorista para Food Fair, transportando carne. Em 1955, ele conheceu Russell Bufalino que o ajudou a consertar seu caminhão e mais tarde trabalhou em empregos dirigindo para ele e fazendo entregas. Sheeran também trabalhou num bar, em Sharon Hill, Pensilvânia, cujo dono era Bill Distanisloa, um soldado a serviço de Angelo Bruno, um Mafioso ligado a uma família criminosa da Filadélfia.
O primeiro assassinato de Sheeran foi contra Whispers DiTullio, um gangster que o havia contratado para incendiar a fábrica Cadillac Linen Service em Delaware por US$10,000 dólares. Contudo, Sheeran não sabia que Angelo Bruno era um dos donos daquela empresa. Quando ele foi visto em Delaware vigiando o lugar, ele foi pego e enviado perante Bufalino e Bruno, sendo que este último foi convencido a poupar Sheeran desde que fosse ele quem matasse DiTullio como represália. Sheeran também foi um suspeito na morte de Joe Gallo, no Umbertos Clam House, em 7 de abril de 1972.
Bufalino apresentou Sheeran para Jimmy Hoffa, o presidente da Teamsters International. De acordo com Sheeran, Hoffa se tornou um amigo próximo e fez trabalhos com ele, incluindo o assassinato de membros de sindicatos que Hoffa acreditava que não eram leais a ele ou rivais que ameaçavam sua posição na Teamsters. Sheeran afirmou que na primeira conversa que teve por telefone com Hoffa, ele perguntou: "Eu ouvi dizer que você pinta casas" — um código da máfia que quer dizer "Eu ouvi dizer que você mata pessoas" ("pintar" faz referência a espalhar sangue). Sheeran mais tarde se tornou presidente interino do Local 326 da Teamsters Union em Wilmington, Delaware.
Sheeran foi indiciado em 1972 a respeito do assassinato de Robert DeGeorge (em 1967), que havia sido baleado em frente ao quartel-general do Local 107. Contudo, o caso acabou sendo dispensado. Ele também foi apontado como co-conspirador nos assassinatos, em 1976, de Francis J. Marino, um sindicalista da Filadélfia, e Frederick John Gawronski, numa taverna em New Castle, Delaware.
No livro Eu ouvi que você pinta casas, Frank "The Irishman" Sheeran e o encerramento do caso em Jimmy Hoffa (2004), o autor Charles Brandt alega que Sheeran confessou ter matado Hoffa. Segundo Brandt, Chuckie O'Brien levou Sheeran, Hoffa e seu colega mafioso Sal Briguglio para uma casa na região metropolitana de Detroit. Ele afirmou que, enquanto O'Brien e Briguglio partiam, Sheeran e Hoffa entraram na casa, onde Sheeran afirma que atirou em Hoffa duas vezes na parte de trás da cabeça. Sheeran diz que foi informado que Hoffa foi cremado após o assassinato. Sheeran também confessou aos repórteres que ele assassinou Hoffa. Jornalistas e acadêmicos que estudam a Máfia descartam a versão de Sheeran como falsa, uma conclusão que a polícia concorda.

### Prisão e morte
Em julho de 1980, Sheeran foi indiciado novamente pela justiça, junto com seis outros, sob acusações envolvendo seus vínculos com as empresas de arrendamento de mão de obra controladas por Eugene Boffa Sr. de Hackensack, Nova Jérsei. Em 31 de outubro de 1980, Sheeran foi considerado culpado em onze acusações de extorsão trabalhista. Ele foi sentenciado a 32 anos de prisão mas só cumpriu treze no total.
Sheeran morreu de câncer em 14 de dezembro de 2003, aos 83 anos de idade, em uma casa de repouso em West Chester, Pensilvânia. Ele foi enterrado no cemitério Holy Cross em Yeadon, Pennsylvania.

## Filme biográfico
Martin Scorsese estava muito interessado em dirigir um filme sobre a vida de Sheeran e seu suposto envolvimento no assassinato de Jimmy Hoffa, eventualmente recebendo o sinal verde como O Irlandês. Steven Zaillian foi o roteirista e Robert De Niro interpretou Sheeran, com Al Pacino como Jimmy Hoffa e Joe Pesci como Russell Bufalino. O filme teve sua estreia mundial no Festival de Cinema de Nova York em 27 de setembro de 2019 e foi lançado em 1 de novembro de 2019 com transmissão digital iniciada em 27 de novembro de 2019 via Netflix.